# Geest (Disney)
Geest (Engels: Genie) is een van de hoofdpersonages uit Disneys lange tekenfilm Aladdin uit 1992, de twee vervolgen hierop – De Wraak van Jafar (1994) en Aladdin en de Dievenkoning (1996) – en nog enkele kortere Disney-tekenfilmpjes. Hij komt ook voor in de live-action-remake van de oorspronkelijke tekenfilm uit 2019. 
Naast de drie voornoemde Disney-tekenfilms zijn er in de jaren 90 nog een vrij groot aantal korte gagstrips met veelal Aladdin en Genie in de hoofdrol gemaakt. Deze verhaaltjes verschenen onder meer in Donald Duck.
Hij kan vergeleken worden met een wensgeest of djinn. 

## Verhaallijnen
Genie is sinds 10.000 jaar opgesloten in een oude olielamp, in de magische Grot der Wonderen nabij de stad Agrabah. Wie de lamp vindt, mag Genie drie wensen laten vervullen. Genie heeft in de eerste film – als aan een lamp gebonden geest – nog bijna oneindige macht; de enige wensen die hij niet kan vervullen zijn iemand vermoorden, een dode tot leven wekken en iemand verliefd laten worden. Uiteindelijk weet Jafar zich korte tijd van de lamp meester te maken, waardoor Genie gedwongen is de kwaadaardige wensen van Jafar te vervullen. Met een list lukt het Aladdin en Genie om Jafar zelf in een toverlamp op te sluiten. Hierna wordt Genie door Aladdin uit zijn eigen lamp bevrijd.
Later redt Genie Aladdin en Jasmine opnieuw van Jafar, die als lampgeest is teruggekeerd. Uiteindelijk staat hij Aladdin nog eens bij tijdens een gevecht met de bende van 40 rovers.

## Acteurs
De stem van Genie werd in 1992 in het Engels gedaan door Robin Williams, waardoor de geest waarschijnlijk aan extra populariteit won. In de Nederlandstalige versies van de film en de direct-naar-videofilm De Wraak van Jafar deed Pierre Bokma de stem van de geest. In Aladdin en de Dievenkoning was dit Fred Delfgaauw, en in de live-action versie uit 2019 was dit Juliann Ubbergen (die ook de Geest insprak voor de korte Disney-film Once Upon a Studio uit 2023).
In Disneys live-action-remake van 2019 werd de rol van Genie vertolkt door Will Smith. 

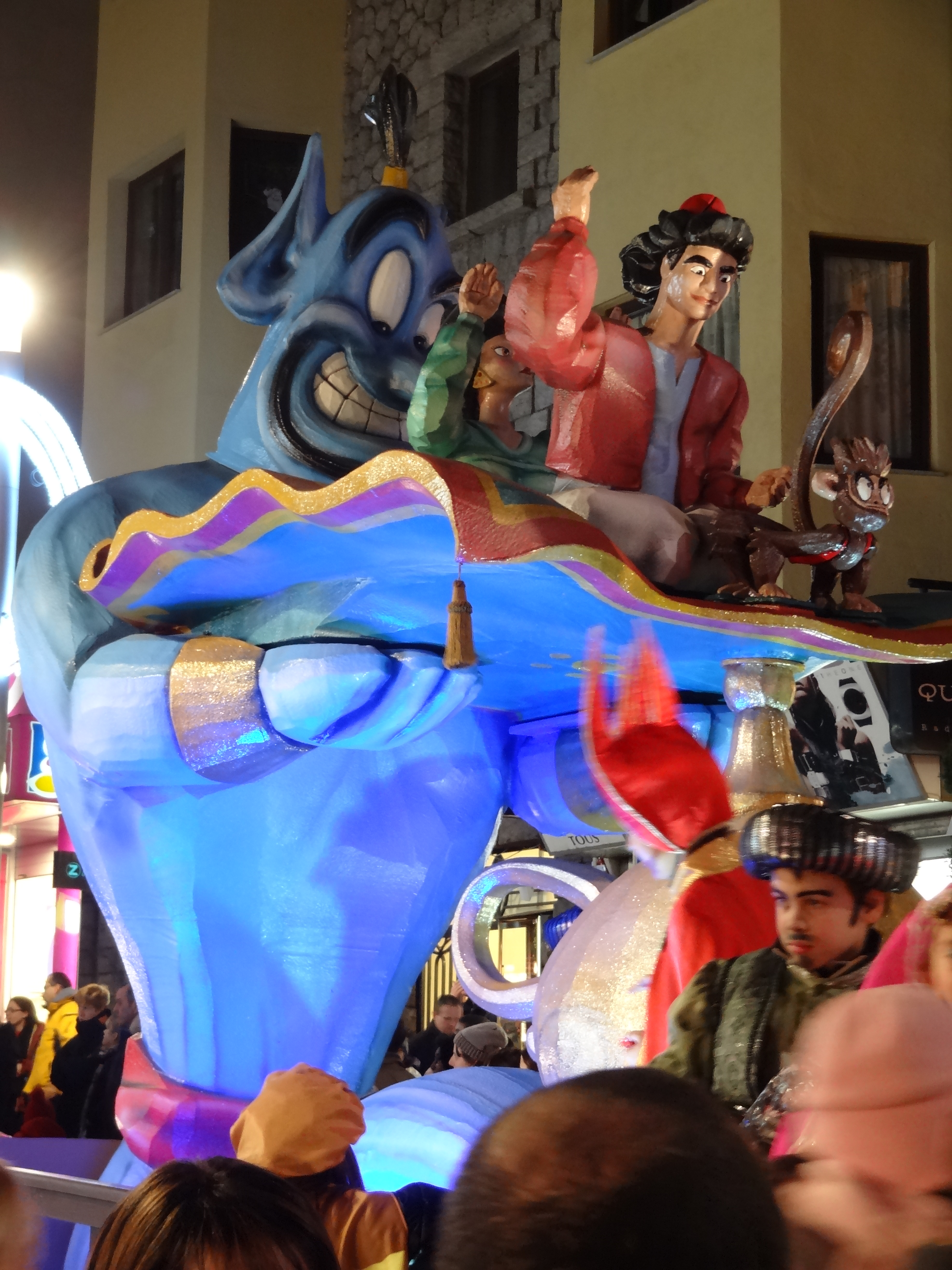
Genie, hier uitgebeeld tijdens een festival in Andorra (2013)